# Tornei di tennis maschili nel 1947
Prima della nascita della cosiddetta "Era Open" del tennis, ossia l'apertura ai tennisti professionisti dei tornei che prima di quell'anno erano riservati ai tennisti dilettanti. Nel 1947 i tornei si distinguevano in pro e amatoriali: ai primi potevano partecipare solo i giocatori professionisti, mentre ai secondi potevano partecipare solo i tennisti dilettanti. Tutti i tornei più importanti erano amatoriali tra questi c'erano i tornei del Grande Slam: gli Australian Championships, gli Internazionali di Francia, il Torneo di Wimbledon e gli U.S. National Championships.

## Calendario

### Legenda
| Tornei amatoriali       |
| Tornei professionistici |

### Gennaio
| Settimana  | Torneo                                                                                    | Vincitore                              | Finalista                        | Semifinalisti                 | Eliminati ai quarti                                   |
| ---------- | ----------------------------------------------------------------------------------------- | -------------------------------------- | -------------------------------- | ----------------------------- | ----------------------------------------------------- |
| 2 gennaio  | India National Championships 1947 Calcutta, India Singolare - Doppio                      | Sumant Misra 4-6 6-3 6-2 6-0           | Mohan Lal                        |                               |                                                       |
| 2 gennaio  | India National Championships 1947 Calcutta, India Singolare - Doppio                      |                                        |                                  |                               |                                                       |
| 5 gennaio  | Cumberland Championships 1947 Sydney, Australia Singolare - Doppio                        | James Gilchrist 6-3 6-3                | Jack Dart                        |                               |                                                       |
| 5 gennaio  | Cumberland Championships 1947 Sydney, Australia Singolare - Doppio                        |                                        |                                  |                               |                                                       |
| 6 gennaio  | Perth Championships 1947 Perth, Australia Singolare - Doppio                              | Clive Wilderspin 3-6 3-6 6-1 6-2 6-3   | Norman Wasley                    |                               |                                                       |
| 6 gennaio  | Perth Championships 1947 Perth, Australia Singolare - Doppio                              |                                        |                                  |                               |                                                       |
| 11 gennaio | South Australian Championships 1947 Adelaide, Australia Singolare - Doppio                | Gardnar Mulloy 6-3 8-6 9-7             | Bill Talbert                     | Colin Foster Long Dinny Pails | George Holland Lionel Brodie Max Bonner Frank Sedgman |
| 11 gennaio | South Australian Championships 1947 Adelaide, Australia Singolare - Doppio                |                                        |                                  | Colin Foster Long Dinny Pails | George Holland Lionel Brodie Max Bonner Frank Sedgman |
| 11 gennaio | Sydney Manly Seaside Championships 1947 Sydney, Australia Singolare - Doppio              | Tom Brown 6-3 6-4                      | James Gilchrist                  |                               |                                                       |
| 11 gennaio | Sydney Manly Seaside Championships 1947 Sydney, Australia Singolare - Doppio              |                                        |                                  |                               |                                                       |
| 12 gennaio | New Zealand Championships 1947 Christchurch, Nuova Zelanda Singolare - Doppio             | Ronald S. McKenzie 6-2 0-6 6-1 6-3     | Leo Roach                        |                               |                                                       |
| 12 gennaio | New Zealand Championships 1947 Christchurch, Nuova Zelanda Singolare - Doppio             | Ronald S. McKenzie Stan Painter        |                                  |                               |                                                       |
| 12 gennaio | Dixie Championships 1947 Tampa, USA Singolare - Doppio                                    | Bryan Grant 6-4 6-3 7-5                | Frank Guernsey                   |                               |                                                       |
| 12 gennaio | Dixie Championships 1947 Tampa, USA Singolare - Doppio                                    |                                        |                                  |                               |                                                       |
| 28 gennaio | Western Australian Hard Court Championships 1947 Kalgoorlie, Australia Singolare - Doppio | William F. Stephen 6-0 6-3 6-2         | R. Stephen                       |                               |                                                       |
| 28 gennaio | Western Australian Hard Court Championships 1947 Kalgoorlie, Australia Singolare - Doppio |                                        |                                  |                               |                                                       |
| 28 gennaio | Australian Championships 1947 Sydney, Australia Singolare - Doppio                        | Dinny Pails 4-6 6-4 3-6 7-5 8-6        | John Bromwich                    |                               |                                                       |
| 28 gennaio | Australian Championships 1947 Sydney, Australia Singolare - Doppio                        | John Bromwich Adrian Quist 6-1 6-3 6-1 | Frank Sedgman George Worthington |                               |                                                       |

### Febbraio
| Settimana   | Torneo                                                                              | Vincitore                        | Finalista              | Semifinalisti | Eliminati ai quarti |
| ----------- | ----------------------------------------------------------------------------------- | -------------------------------- | ---------------------- | ------------- | ------------------- |
| 16 febbraio | Torneo di La Jolla 1947 La Jolla, USA Singolare - Doppio                            | Pancho Segura 6-4 6-1            | Frederick Schroeder    |               |                     |
| 16 febbraio | Torneo di La Jolla 1947 La Jolla, USA Singolare - Doppio                            |                                  |                        |               |                     |
| 22 febbraio | Northern Suburbs Hard Court Championships 1947 Sydney, Australia Singolare - Doppio | Adrian Quist 6-2 6-2             | James Gilchrist        |               |                     |
| 22 febbraio | Northern Suburbs Hard Court Championships 1947 Sydney, Australia Singolare - Doppio |                                  |                        |               |                     |
| 23 febbraio | Swedish Covered Court Championships 1947 Stoccolma, Svezia Singolare - Doppio       | Lennart Bergelin 8-6 0-6 6-4 6-1 | Torsten Johansson      |               |                     |
| 23 febbraio | Swedish Covered Court Championships 1947 Stoccolma, Svezia Singolare - Doppio       |                                  |                        |               |                     |
| 25 febbraio | Florida State Championships 1947 Orlando, USA Singolare - Doppio                    | Jack Tuero 6-4 5-7 6-4           | Frank Guernsey         |               |                     |
| 25 febbraio | Florida State Championships 1947 Orlando, USA Singolare - Doppio                    |                                  |                        |               |                     |
| 27 febbraio | Buffalo Indoor 1947 Buffalo, USA Singolare - Doppio                                 | Bill Talbert 3-6 6-4 6-2         | William Donald McNeill |               |                     |
| 27 febbraio | Buffalo Indoor 1947 Buffalo, USA Singolare - Doppio                                 |                                  |                        |               |                     |

### Marzo
| Settimana | Torneo                                                                                               | Vincitore                        | Finalista               | Semifinalisti           | Eliminati ai quarti                                        |
| --------- | --- | -------------------------------- | ----------------------- | ----------------------- | ---------------------------------------------------------- |
| 5 marzo   | US Indoors 1947 New York, USA Singolare - Doppio                                                     | Jack Kramer 6-1 6-2 6-2          | Bob Falkenburg          |                         |                                                            |
| 5 marzo   | US Indoors 1947 New York, USA Singolare - Doppio                                                     |                                  |                         |                         |                                                            |
| 9 marzo   | French Covered Court Championships 1947 Lione, Francia Singolare - Doppio                            | Jean Borotra 6-4 9-7 5-7 3-6 6-4 | Torsten Johansson       |                         |                                                            |
| 9 marzo   | French Covered Court Championships 1947 Lione, Francia Singolare - Doppio                            |                                  |                         |                         |                                                            |
| 14 marzo  | Bermuda International Championships 1947 Hamilton, Bermuda Singolare - Doppio                        | Earl Cochell 6-4 6-4 4-6 6-3     | Sidney Wood             |                         |                                                            |
| 14 marzo  | Bermuda International Championships 1947 Hamilton, Bermuda Singolare - Doppio                        |                                  |                         |                         |                                                            |
| 16 marzo  | Egyptian International Cairo Championships 1947 Il Cairo, Egitto Singolare - Doppio                  | Henri Cochet 6-3 6-3 6-3         | Robert Abdesselam       |                         |                                                            |
| 16 marzo  | Egyptian International Cairo Championships 1947 Il Cairo, Egitto Singolare - Doppio                  |                                  |                         |                         |                                                            |
| 16 marzo  | Colonial Hotel Nassau 1947 Nassau, Bahamas Singolare - Doppio                                        | Bill Talbert 6-4 7-5             | Pancho Segura           |                         |                                                            |
| 16 marzo  | Colonial Hotel Nassau 1947 Nassau, Bahamas Singolare - Doppio                                        |                                  |                         |                         |                                                            |
| 18 marzo  | Melbourne Cricket Club Tournament Albert Park 1947 Melbourne, Australia Singolare - Doppio           | Dinny Pails 7-5 7-5 8-6          | Colin Long              |                         |                                                            |
| 18 marzo  | Melbourne Cricket Club Tournament Albert Park 1947 Melbourne, Australia Singolare - Doppio           |                                  |                         |                         |                                                            |
| 22 marzo  | Cromer Covered Court Spring Meeting 1947 Cromer, Gran Bretagna Singolare - Doppio                    | Ignacy Tloczynski 6-1 6-4        | Jack Edwin Harper       |                         |                                                            |
| 22 marzo  | Cromer Covered Court Spring Meeting 1947 Cromer, Gran Bretagna Singolare - Doppio                    |                                  |                         |                         |                                                            |
| 22 marzo  | US Pro Indoor Championships 1947 Filadelfia, USA Parquet indoor Singolare - Doppio                   | Bobby Riggs 6-1 8-6 6-3          | Don Budge               | Frank Kovacs Fred Perry | Wayne Sabin John Nogrady Francesco Romanoni Welby van Horn |
| 22 marzo  | US Pro Indoor Championships 1947 Filadelfia, USA Parquet indoor Singolare - Doppio                   | Bobby Riggs Don Budge 3 set a 0  | Frank Kovacs Fred Perry | Frank Kovacs Fred Perry | Wayne Sabin John Nogrady Francesco Romanoni Welby van Horn |
| 23 marzo  | Carlton Club Championships 1947 Cannes, Francia Singolare - Doppio                                   | Budge Patty 6-4 6-0 6-0          | József Asbóth           |                         |                                                            |
| 23 marzo  | Carlton Club Championships 1947 Cannes, Francia Singolare - Doppio                                   |                                  |                         |                         |                                                            |
| 23 marzo  | Danish Covered Court Championships 1947 Copenaghen, Danimarca Singolare - Doppio                     | Kurt Nielsen 6-2 3-6 6-4 6-3     | Per Thielsen            |                         |                                                            |
| 23 marzo  | Danish Covered Court Championships 1947 Copenaghen, Danimarca Singolare - Doppio                     |                                  |                         |                         |                                                            |
| 24 marzo  | Coral Beach Club Invitation 1947 Coral Beach, Bermuda Singolare - Doppio                             | Don McNeill 1-6 6-0 8-6 3-6 8-6  | Earl Cochell            |                         |                                                            |
| 24 marzo  | Coral Beach Club Invitation 1947 Coral Beach, Bermuda Singolare - Doppio                             |                                  |                         |                         |                                                            |
| 24 marzo  | University of Miami Championships 1947 Coral Gables, USA Singolare - Doppio                          | Jack Kramer 6-4 6-2              | Bill Talbert            |                         |                                                            |
| 24 marzo  | University of Miami Championships 1947 Coral Gables, USA Singolare - Doppio                          |                                  |                         |                         |                                                            |
| 30 marzo  | Egyptian International Alexandria Championships 1947 Alessandria d'Egitto, Egitto Singolare - Doppio | Henri Cochet 6-3 2-6 6-3 8-6     | Robert Abdesselam       |                         |                                                            |
| 30 marzo  | Egyptian International Alexandria Championships 1947 Alessandria d'Egitto, Egitto Singolare - Doppio |                                  |                         |                         |                                                            |
| 30 marzo  | Tampa Invitational 1947 Tampa, USA Singolare - Doppio                                                | Gardnar Mulloy 8-6 7-5           | Pancho Segura           |                         |                                                            |
| 30 marzo  | Tampa Invitational 1947 Tampa, USA Singolare - Doppio                                                |                                  |                         |                         |                                                            |

### Aprile
| Settimana | Torneo                                                                                      | Vincitore                            | Finalista         | Semifinalisti | Eliminati ai quarti |
| --------- | ------------------------------------------------------------------------------------------- | ------------------------------------ | ----------------- | ------------- | ------------------- |
| 5 aprile  | South African Championships 1947 Johannesburg, Sudafrica Singolare - Doppio                 | Eustace Fannin 6-1 6-2 1-6 0-6 6-4   | Eric Sturgess     |               |                     |
| 5 aprile  | South African Championships 1947 Johannesburg, Sudafrica Singolare - Doppio                 |                                      |                   |               |                     |
| 6 aprile  | Albury Easter Tournament 1947 Albury, Australia Singolare - Doppio                          | James Matthews 6-0 6-1               | Rex Hartwig       |               |                     |
| 6 aprile  | Albury Easter Tournament 1947 Albury, Australia Singolare - Doppio                          |                                      |                   |               |                     |
| 6 aprile  | Darling Downs Championships 1947 Toowoomba, Australia Singolare - Doppio                    | James Gilchrist 8-6 3-6 6-1          | Patrick Callaghan |               |                     |
| 6 aprile  | Darling Downs Championships 1947 Toowoomba, Australia Singolare - Doppio                    |                                      |                   |               |                     |
| 8 aprile  | Monte Carlo Cup 1947 Monte Carlo, Monte Carlo Singolare - Doppio                            | Lennart Bergelin 6-3 6-8 1-6 6-2 8-6 | Budge Patty       |               |                     |
| 8 aprile  | Monte Carlo Cup 1947 Monte Carlo, Monte Carlo Singolare - Doppio                            |                                      |                   |               |                     |
| 8 aprile  | Western Australian Championships 1947 Perth, Australia Singolare - Doppio                   | Lionel Brodie 6-2 6-2 6-3            | Max Bonner        |               |                     |
| 8 aprile  | Western Australian Championships 1947 Perth, Australia Singolare - Doppio                   |                                      |                   |               |                     |
| 8 aprile  | Scarborough Hard Court Championships 1947 Scarborough, Gran Bretagna Singolare - Doppio     | Ignacy Tloczynski 6-4 6-3            | Tony Mottram      |               |                     |
| 8 aprile  | Scarborough Hard Court Championships 1947 Scarborough, Gran Bretagna Singolare - Doppio     |                                      |                   |               |                     |
| 9 aprile  | Tally Ho! 1947 Birmingham, Gran Bretagna Singolare - Doppio                                 | Czeslaw Spychala 6-2 1-6 6-3         | Howard F. Walton  |               |                     |
| 9 aprile  | Tally Ho! 1947 Birmingham, Gran Bretagna Singolare - Doppio                                 |                                      |                   |               |                     |
| 9 aprile  | Tasmanian Championships 1947 Hobart, Australia Singolare - Doppio                           | Adrian Quist 6-2 6-1 6-1             | Jack Crawford     |               |                     |
| 9 aprile  | Tasmanian Championships 1947 Hobart, Australia Singolare - Doppio                           |                                      |                   |               |                     |
| 13 aprile | Nice Lawn Tennis Club Championships 1947 Nizza, Francia Singolare - Doppio                  | József Asbóth 6-2 6-4 6-2            | Torsten Johansson |               |                     |
| 13 aprile | Nice Lawn Tennis Club Championships 1947 Nizza, Francia Singolare - Doppio                  |                                      |                   |               |                     |
| 14 aprile | River Oaks International Tennis Tournament 1947 Houston, USA Terra rossa Singolare - Doppio | Jack Kramer 6-1 6-0 6-2              | Gardnar Mulloy    |               |                     |
| 14 aprile | River Oaks International Tennis Tournament 1947 Houston, USA Terra rossa Singolare - Doppio |                                      |                   |               |                     |
| 16 aprile | Torneo di Sedgefield 1947 Sedgefield, USA Singolare - Doppio                                | Vic Seixas 6-2 6-4                   | N. Taylor         |               |                     |
| 16 aprile | Torneo di Sedgefield 1947 Sedgefield, USA Singolare - Doppio                                |                                      |                   |               |                     |
| 19 aprile | Cumberland Hard Court Championships 1947 Hampstead, Gran Bretagna Singolare - Doppio        | Howard F. Walton 4-6 6-2 6-2         | Francis J. Wallis |               |                     |
| 19 aprile | Cumberland Hard Court Championships 1947 Hampstead, Gran Bretagna Singolare - Doppio        |                                      |                   |               |                     |
| 23 aprile | Buffalo Pro Championships 1947 Buffalo, USA Singolare - Doppio                              | Frank Kovacs 6-4 2-6 6-4 8-6         | Bobby Riggs       |               |                     |
| 23 aprile | Buffalo Pro Championships 1947 Buffalo, USA Singolare - Doppio                              |                                      |                   |               |                     |
| 26 aprile | Surrey Hard Court Championships 1947 Sutton, Gran Bretagna Singolare - Doppio               | Jack Edwin Harper 6-2 6-0            | Howard F. Walton  |               |                     |
| 26 aprile | Surrey Hard Court Championships 1947 Sutton, Gran Bretagna Singolare - Doppio               |                                      |                   |               |                     |
| 27 aprile | Eastern Suburbs Hard Court Championships 1947 Sydney, Australia Singolare - Doppio          | Robert McCarthy 10-8 6-4             | James Gilchrist   |               |                     |
| 27 aprile | Eastern Suburbs Hard Court Championships 1947 Sydney, Australia Singolare - Doppio          |                                      |                   |               |                     |
| 27 aprile | Rochester Pro Championships 1947 Rochester, USA Singolare - Doppio                          | Frank Kovacs 9-7 6-1                 | Carl Earn         |               |                     |
| 27 aprile | Rochester Pro Championships 1947 Rochester, USA Singolare - Doppio                          |                                      |                   |               |                     |

### Maggio
| Settimana | Torneo                                                                               | Vincitore                            | Finalista                  | Semifinalisti | Eliminati ai quarti |
| --------- | ------------------------------------------------------------------------------------ | ------------------------------------ | -------------------------- | ------------- | ------------------- |
| maggio    | Natal Championships 1947 Durban, Sudafrica Singolare - Doppio                        | Peter De Beer 2-6 6-2 6-3 6-2        | Syndey Levy                |               |                     |
| maggio    | Natal Championships 1947 Durban, Sudafrica Singolare - Doppio                        |                                      |                            |               |                     |
| 3 maggio  | Troy Pro Championships 1947 Troy, USA Singolare - Doppio                             | Frank Kovacs 8-10 6-2 6-2            | Bobby Riggs                |               |                     |
| 3 maggio  | Troy Pro Championships 1947 Troy, USA Singolare - Doppio                             | Frank Kovacs Bobby Riggs 6-4 3-6 6-3 | Welby van Horn Wayne Ssbin |               |                     |
| 3 maggio  | British Hard Court Championships 1947 Bournemouth, Gran Bretagna Singolare - Doppio  | Eric Sturgess 11-9 6-1 6-4           | Ignacy Tloczynski          |               |                     |
| 3 maggio  | British Hard Court Championships 1947 Bournemouth, Gran Bretagna Singolare - Doppio  |                                      |                            |               |                     |
| 5 maggio  | Maroochy Tennis Championships 1947 Nambour, Australia Singolare - Doppio             | James Gilchrist 6-3 6-2              | Arthur Liddle              |               |                     |
| 5 maggio  | Maroochy Tennis Championships 1947 Nambour, Australia Singolare - Doppio             |                                      |                            |               |                     |
| 10 maggio | London Hard Court Championships 1947 Hurlingham, Gran Bretagna Singolare - Doppio    | Eric Sturgess 6-4 9-7                | Eustace Fannin             |               |                     |
| 10 maggio | London Hard Court Championships 1947 Hurlingham, Gran Bretagna Singolare - Doppio    |                                      |                            |               |                     |
| 10 maggio | Phyllis Court Spring Meeting 1947 Henley on Thames, Gran Bretagna Singolare - Doppio | Howard F. Walton 6-1 6-8 6-4         | Owen M. Bold               |               |                     |
| 10 maggio | Phyllis Court Spring Meeting 1947 Henley on Thames, Gran Bretagna Singolare - Doppio |                                      |                            |               |                     |
| 11 maggio | Paris International Championships 1947 Parigi, Francia Singolare - Doppio            | Budge Patty 4-6 6-3 7-5 4-6 6-4      | Bernard Destremeau         |               |                     |
| 11 maggio | Paris International Championships 1947 Parigi, Francia Singolare - Doppio            |                                      |                            |               |                     |
| 12 maggio | Southern California Championships 1947 Los Angeles, USA Singolare - Doppio           | Jack Kramer 4-6 2-6 11-9 6-2 7-5     | Frank Parker               |               |                     |
| 12 maggio | Southern California Championships 1947 Los Angeles, USA Singolare - Doppio           |                                      |                            |               |                     |
| 17 maggio | Torneo di Heaton Bradford 1947 Heaton Bradford, Gran Bretagna Singolare - Doppio     | Brian Royds 6-4 5-7 6-2              | Harry Marriner             |               |                     |
| 17 maggio | Torneo di Heaton Bradford 1947 Heaton Bradford, Gran Bretagna Singolare - Doppio     |                                      |                            |               |                     |
| 17 maggio | Torneo di Paddington 1947 Paddington, Gran Bretagna Singolare - Doppio               | Bill Sidwell 7-5 3-6 6-1             | Howard F. Walton           |               |                     |
| 17 maggio | Torneo di Paddington 1947 Paddington, Gran Bretagna Singolare - Doppio               |                                      |                            |               |                     |
| 24 maggio | Torneo di Harrogate 1947 Harrogate, Gran Bretagna Singolare - Doppio                 | Jack Edwin Harper 6-3 6-0            | Owen M. Bold               |               |                     |
| 24 maggio | Torneo di Harrogate 1947 Harrogate, Gran Bretagna Singolare - Doppio                 |                                      |                            |               |                     |
| 24 maggio | Renfrewshire Championships 1947 Paisley, Gran Bretagna Singolare - Doppio            | A.J.T. McDowall 6-3 2-6 7-5 7-5      | T. Boyd                    |               |                     |
| 24 maggio | Renfrewshire Championships 1947 Paisley, Gran Bretagna Singolare - Doppio            |                                      |                            |               |                     |
| 29 maggio | Glamorgan Championships 1947 Dinas Powis, Gran Bretagna Singolare - Doppio           | Bobby Meredith 7-9 6-1 6-4           | Gwyn L. Tuckett            |               |                     |
| 29 maggio | Glamorgan Championships 1947 Dinas Powis, Gran Bretagna Singolare - Doppio           |                                      |                            |               |                     |
| 29 maggio | The Priory 1947 Birmingham, Gran Bretagna Singolare - Doppio                         | Jack Edwin Harper 6-1 7-5            | Owen M. Bold               |               |                     |
| 29 maggio | The Priory 1947 Birmingham, Gran Bretagna Singolare - Doppio                         |                                      |                            |               |                     |
| 31 maggio | Torneo di Chapel Allerton 1947 Chapel Allerton, Gran Bretagna Singolare - Doppio     | Owen M. Bold 4-6 8-6 6-2             | Czeslaw Spychala           |               |                     |
| 31 maggio | Torneo di Chapel Allerton 1947 Chapel Allerton, Gran Bretagna Singolare - Doppio     |                                      |                            |               |                     |
| 31 maggio | Worcestershire Championships 1947 Malvern, Gran Bretagna Singolare - Doppio          | Richard Guise 6-8 6-0 6-4            | George Godsell             |               |                     |
| 31 maggio | Worcestershire Championships 1947 Malvern, Gran Bretagna Singolare - Doppio          |                                      |                            |               |                     |
| 31 maggio | Surrey Championships 1947 Surbiton, Gran Bretagna Singolare - Doppio                 | Claude F.O. Lister 7-5 6-2           | Marcel Coen                |               |                     |
| 31 maggio | Surrey Championships 1947 Surbiton, Gran Bretagna Singolare - Doppio                 |                                      |                            |               |                     |

### Giugno
| Settimana | Torneo                                                                                     | Vincitore                              | Finalista                 | Semifinalisti               | Eliminati ai quarti                             |
| --------- | ------------------------------------------------------------------------------------------ | -------------------------------------- | ------------------------- | --------------------------- | ----------------------------------------------- |
| 7 giugno  | West of Scottish Championships 1947 Glasgow, Gran Bretagna Singolare - Doppio              | Robert Barr 6-2 6-8 6-3                | Buchanan Fulton           |                             |                                                 |
| 7 giugno  | West of Scottish Championships 1947 Glasgow, Gran Bretagna Singolare - Doppio              |                                        |                           |                             |                                                 |
| 7 giugno  | Barnes 1947 Lowther, Gran Bretagna Singolare - Doppio                                      | F. Derrick Leyland 6-4 6-3             | Richard P. Josiah Ritchie |                             |                                                 |
| 7 giugno  | Barnes 1947 Lowther, Gran Bretagna Singolare - Doppio                                      |                                        |                           |                             |                                                 |
| 7 giugno  | Northern Championships 1947 Manchester, Gran Bretagna Singolare - Doppio                   | Bill Sidwell 6-2 6-3                   | Torsten Johansson         |                             |                                                 |
| 7 giugno  | Northern Championships 1947 Manchester, Gran Bretagna Singolare - Doppio                   |                                        |                           |                             |                                                 |
| 7 giugno  | Torneo di Saint George's Hill 1947 Weybridge, Gran Bretagna Singolare - Doppio             | Ignacy Tloczynski 6-1 6-3              | George Godsell            |                             |                                                 |
| 7 giugno  | Torneo di Saint George's Hill 1947 Weybridge, Gran Bretagna Singolare - Doppio             |                                        |                           |                             |                                                 |
| 14 giugno | Kent Championships 1947 Beckenham, Gran Bretagna Singolare - Doppio                        | Bill Sidwell 6-2 10-8                  | Torsten Johansson         |                             |                                                 |
| 14 giugno | Kent Championships 1947 Beckenham, Gran Bretagna Singolare - Doppio                        |                                        |                           |                             |                                                 |
| 14 giugno | West of England Championships 1947 Bristol, Gran Bretagna Singolare - Doppio               | Sumant Misra 6-4 4-6 6-2               | Mohan Lal                 |                             |                                                 |
| 14 giugno | West of England Championships 1947 Bristol, Gran Bretagna Singolare - Doppio               |                                        |                           |                             |                                                 |
| 14 giugno | Heart of America Tournament 1947 Kansas City, USA Singolare - Doppio                       | Frank Parker 8-6 6-2 6-0               | Gardnar Mulloy            |                             |                                                 |
| 14 giugno | Heart of America Tournament 1947 Kansas City, USA Singolare - Doppio                       |                                        |                           |                             |                                                 |
| 14 giugno | Torneo di West Derby 1947 West Derby, Gran Bretagna Singolare - Doppio                     | Arnold T. England 6-19-7               | T.A. Cowdy                |                             |                                                 |
| 14 giugno | Torneo di West Derby 1947 West Derby, Gran Bretagna Singolare - Doppio                     |                                        |                           |                             |                                                 |
| 16 giugno | South Downs Championships 1947 Warwick, Australia Singolare - Doppio                       | Arthur Liddle 6-4 8-6                  | Jack Arkinstall           |                             |                                                 |
| 16 giugno | South Downs Championships 1947 Warwick, Australia Singolare - Doppio                       |                                        |                           |                             |                                                 |
| 19 giugno | Victorian Hard Court Championships 1947 Melbourne, Australia Singolare - Doppio            | Frank Sedgman 9-7 7-5                  | Lionel Brodie             |                             |                                                 |
| 19 giugno | Victorian Hard Court Championships 1947 Melbourne, Australia Singolare - Doppio            |                                        |                           |                             |                                                 |
| 21 giugno | North of Forth Championships 1947 Kirkcaldy, Gran Bretagna Singolare - Doppio              | Tadeusz Slawek 6-3 6-4 8-10 6-4        | W.A.E. Kerr               |                             |                                                 |
| 21 giugno | North of Forth Championships 1947 Kirkcaldy, Gran Bretagna Singolare - Doppio              |                                        |                           |                             |                                                 |
| 21 giugno | Queen's Club Championships 1947 Londra, Gran Bretagna Singolare - Doppio                   | Bob Falkenburg 6-4 7-5                 | Colin Long                |                             |                                                 |
| 21 giugno | Queen's Club Championships 1947 Londra, Gran Bretagna Singolare - Doppio                   |                                        |                           |                             |                                                 |
| 21 giugno | Southern Championships 1947 New Orleans, USA Singolare - Doppio                            | Frank Parker 6-2 6-3 3-6 3-6 8-6       | Jack Tuero                |                             |                                                 |
| 21 giugno | Southern Championships 1947 New Orleans, USA Singolare - Doppio                            |                                        |                           |                             |                                                 |
| 21 giugno | Torneo di South Northumberland 1947 South Northumberland, Gran Bretagna Singolare - Doppio | Cam Malfroy 6-2 7-5 6-3                | J.H. Nelson               |                             |                                                 |
| 21 giugno | Torneo di South Northumberland 1947 South Northumberland, Gran Bretagna Singolare - Doppio |                                        |                           |                             |                                                 |
| 22 giugno | U.S. Pro Tennis Championships 1947 Forest Hills (New York), USA Erba Singolare - Doppio    | Bobby Riggs 3-6, 6-3, 10-8, 4-6, 6-3   | Don Budge                 | Welby Van Horn Frank Kovacs | Wayne Sabin Fred Perry Elwood Cooke John Faunce |
| 22 giugno | U.S. Pro Tennis Championships 1947 Forest Hills (New York), USA Erba Singolare - Doppio    | Bobby Riggs Don Budge 7-5 9-7 4-6 11-9 | Frank Kovacs Fred Perry   | Welby Van Horn Frank Kovacs | Wayne Sabin Fred Perry Elwood Cooke John Faunce |
| 22 giugno | Kentucky State Championships 1947 Louisville, USA Singolare - Doppio                       | Frank Parker 2-6 6-4 6-0 6-3           | Gardnar Mulloy            |                             |                                                 |
| 22 giugno | Kentucky State Championships 1947 Louisville, USA Singolare - Doppio                       |                                        |                           |                             |                                                 |
| 28 giugno | Four Court Championships 1947 Aberdeen, Gran Bretagna Singolare - Doppio                   | V.H. Garland 4-6 6-3 6-2               | R.W. Milner               |                             |                                                 |
| 28 giugno | Four Court Championships 1947 Aberdeen, Gran Bretagna Singolare - Doppio                   |                                        |                           |                             |                                                 |
| 28 giugno | Scottish Midland Counties Championships 1947 Dundee, Gran Bretagna Singolare - Doppio      | D.M. Duncan 6-2 2-6 6-1                | Ken G. Galloway           |                             |                                                 |
| 28 giugno | Scottish Midland Counties Championships 1947 Dundee, Gran Bretagna Singolare - Doppio      |                                        |                           |                             |                                                 |
| 28 giugno | Torneo di Huddersfield 1947 Huddersfield, Gran Bretagna Singolare - Doppio                 | F.B. Webb 6-2 6-2                      | Andre Kalman              |                             |                                                 |
| 28 giugno | Torneo di Huddersfield 1947 Huddersfield, Gran Bretagna Singolare - Doppio                 |                                        |                           |                             |                                                 |
| 30 giugno | Tri-State Championships 1947 Cincinnati, USA Singolare - Doppio                            | Bill Talbert 6-1 6-0 6-0               | George Pero               |                             |                                                 |
| 30 giugno | Tri-State Championships 1947 Cincinnati, USA Singolare - Doppio                            | Bill Talbert Morey Lewis 6-4, 6-4      | George Pero Richard Hart  |                             |                                                 |
| 30 giugno | National Collegiate Championships 1947 Los Angeles, USA Singolare - Doppio                 | Gardner Larned 6-3 9-11 4-6 6-3 6-1    | Vic Seixas                |                             |                                                 |
| 30 giugno | National Collegiate Championships 1947 Los Angeles, USA Singolare - Doppio                 |                                        |                           |                             |                                                 |

### Luglio
| Settimana  | Torneo                                                                           | Vincitore                                       | Finalista                     | Semifinalisti           | Eliminati ai quarti |
| ---------- | -------------------------------------------------------------------------------- | ----------------------------------------------- | ----------------------------- | ----------------------- | ------------------- |
| luglio     | River Plate Championships 1947 Buenos Aires, Argentina Singolare - Doppio        | Enrique Morea 3-6 7-5 6-4 6-4                   | Bill Talbert                  |                         |                     |
| luglio     | River Plate Championships 1947 Buenos Aires, Argentina Singolare - Doppio        |                                                 |                               |                         |                     |
| 5 luglio   | East of Scottish Championships 1947 Edimburgo, Gran Bretagna Singolare - Doppio  | W.C.V Tait 6-4 6-3                              | Tadeusz Slawek                |                         |                     |
| 5 luglio   | East of Scottish Championships 1947 Edimburgo, Gran Bretagna Singolare - Doppio  |                                                 |                               |                         |                     |
| 5 luglio   | Torneo di Wimbledon 1947 Londra, Gran Bretagna Erba Singolare - Doppio           | Jack Kramer 6-1 6-3 6-2                         | Tom Brown                     |                         |                     |
| 5 luglio   | Torneo di Wimbledon 1947 Londra, Gran Bretagna Erba Singolare - Doppio           | Bob Falkenburg Jack Kramer 8-6, 6-3, 6-3        | Tony Mottram Bill Sidwell     |                         |                     |
| 6 luglio   | U.S. Men's Clay Court Championships 1947 Salt Lake City, USA Singolare - Doppio  | Frank Parker 8-6 6-2 6-4                        | Frederick Schroeder           |                         |                     |
| 6 luglio   | U.S. Men's Clay Court Championships 1947 Salt Lake City, USA Singolare - Doppio  | Frederick Schroeder Jack Tuero                  |                               |                         |                     |
| 6 luglio   | Middle States Pro Championships 1947 Filadelfia, USA Erba Singolare - Doppio     | Welby van Horn 6-2 4-6 2-6 6-2 6-3              | Frank Kovacs                  | Elwood Cooke Fred Perry |                     |
| 6 luglio   | Middle States Pro Championships 1947 Filadelfia, USA Erba Singolare - Doppio     |                                                 |                               | Elwood Cooke Fred Perry |                     |
| 12 luglio  | Torneo di Bath 1947 Bath, Gran Bretagna Singolare - Doppio                       | Douglas Scharenguivel 9-7 6-1                   | H.H. Tranter                  |                         |                     |
| 12 luglio  | Torneo di Bath 1947 Bath, Gran Bretagna Singolare - Doppio                       |                                                 |                               |                         |                     |
| 12 luglio  | Midland Counties Championships 1947 Edgbaston, Gran Bretagna Singolare - Doppio  | Constantin Tanasescu 6-1 8-6 3-6 1-6 6-3        | Jack Crawford                 |                         |                     |
| 12 luglio  | Midland Counties Championships 1947 Edgbaston, Gran Bretagna Singolare - Doppio  |                                                 |                               |                         |                     |
| 12 luglio  | East of England Championships 1947 Felixstowe, Gran Bretagna Singolare - Doppio  | Jeff Robson 6-2 6-4                             | John A. Barry                 |                         |                     |
| 12 luglio  | East of England Championships 1947 Felixstowe, Gran Bretagna Singolare - Doppio  |                                                 |                               |                         |                     |
| 12 luglio  | Nottinghamshire Championships 1947 Nottingham, Gran Bretagna Singolare - Doppio  | Ronald S. McKenzie 6-2 6-2                      | G.Robert B. Meredith          |                         |                     |
| 12 luglio  | Nottinghamshire Championships 1947 Nottingham, Gran Bretagna Singolare - Doppio  |                                                 |                               |                         |                     |
| 13 luglio  | Dutch International Championships 1947 Noordwijk, Paesi Bassi Singolare - Doppio | Henri Cochet 6-1 6-1                            | Eustace Fannin                |                         |                     |
| 13 luglio  | Dutch International Championships 1947 Noordwijk, Paesi Bassi Singolare - Doppio |                                                 |                               |                         |                     |
| 13 luglio  | Spring Lake Invitation 1947 Spring Lake, USA Singolare - Doppio                  | Eddie Moylan 6-4 8-10 6-3 5-7 8-6               | Gardnar Mulloy                |                         |                     |
| 13 luglio  | Spring Lake Invitation 1947 Spring Lake, USA Singolare - Doppio                  |                                                 |                               |                         |                     |
| 17 luglio  | Irish Championships 1947 Dublino, Irlanda Singolare - Doppio                     | Tony Mottram 6-2 6-4 6-2                        | Cyril Kemp                    |                         |                     |
| 17 luglio  | Irish Championships 1947 Dublino, Irlanda Singolare - Doppio                     |                                                 |                               |                         |                     |
| 19 luglio  | Torneo di Cheltenham 1947 Cheltenham, Gran Bretagna Singolare - Doppio           | F. Derrick Leyland 5-7 6-3 7-5                  | Richard Guise                 |                         |                     |
| 19 luglio  | Torneo di Cheltenham 1947 Cheltenham, Gran Bretagna Singolare - Doppio           |                                                 |                               |                         |                     |
| 19 luglio  | Scottish Championships 1947 Edimburgo, Gran Bretagna Singolare - Doppio          | Tadeusz Slawek 3-6 6-3 8-6 9-7                  | R.W. Welsh                    |                         |                     |
| 19 luglio  | Scottish Championships 1947 Edimburgo, Gran Bretagna Singolare - Doppio          |                                                 |                               |                         |                     |
| 19 luglio  | Cinque Ports Championships 1947 Folkestone, Gran Bretagna Singolare - Doppio     | S.S. Laftman 6-0 4-6 7-5                        | D.C. Argyle                   |                         |                     |
| 19 luglio  | Cinque Ports Championships 1947 Folkestone, Gran Bretagna Singolare - Doppio     |                                                 |                               |                         |                     |
| 19 luglio  | Essex Championships 1947 Frinton, Gran Bretagna Singolare - Doppio               | Iftikhar Ahmed Khan 6-1 3-6 7-5                 | Wai-Chuen Choy                |                         |                     |
| 19 luglio  | Essex Championships 1947 Frinton, Gran Bretagna Singolare - Doppio               |                                                 |                               |                         |                     |
| 19 luglio  | Pennsylvania Lawn Tennis Championship 1947 Haverford, USA Singolare - Doppio     | Vic Seixas 6-1 6-2 3-6 6-4                      | Sidney Wood                   |                         |                     |
| 19 luglio  | Pennsylvania Lawn Tennis Championship 1947 Haverford, USA Singolare - Doppio     |                                                 |                               |                         |                     |
| 19 luglio  | Torneo di Matlock 1947 Matlock, Gran Bretagna Singolare - Doppio                 | Constantin Tanasescu 7-5 6-3                    | Dennis H. Slack               |                         |                     |
| 19 luglio  | Torneo di Matlock 1947 Matlock, Gran Bretagna Singolare - Doppio                 |                                                 |                               |                         |                     |
| 19 luglio  | Welsh Championships 1947 Newport, Gran Bretagna Singolare - Doppio               | Czeslaw Spychala 6-3 10-8 6-4                   | Owen M. Bold                  |                         |                     |
| 19 luglio  | Welsh Championships 1947 Newport, Gran Bretagna Singolare - Doppio               |                                                 |                               |                         |                     |
| 19 luglio  | Torneo di Saltaire 1947 Saltaire, Gran Bretagna Singolare - Doppio               | Harold R. Marsland 3-6 6-3 6-3                  | Brian Royds                   |                         |                     |
| 19 luglio  | Torneo di Saltaire 1947 Saltaire, Gran Bretagna Singolare - Doppio               |                                                 |                               |                         |                     |
| 19 luglio  | Durham Championships 1947 Sunderland, Gran Bretagna Singolare - Doppio           | Donald William Butler 6-4 6-4                   | Cam Malfroy                   |                         |                     |
| 19 luglio  | Durham Championships 1947 Sunderland, Gran Bretagna Singolare - Doppio           |                                                 |                               |                         |                     |
| 19 luglio  | Torneo di Winchester 1947 Winchester, Gran Bretagna Singolare - Doppio           | A.E. Rawlings 7-5 4-6 6-3                       | W. Dermot Muspratt            |                         |                     |
| 19 luglio  | Torneo di Winchester 1947 Winchester, Gran Bretagna Singolare - Doppio           |                                                 |                               |                         |                     |
| 21 luglio  | Internazionali di Francia 1947 Parigi, Francia Singolare - Doppio                | József Asbóth 8-6 7-5 6-4                       | Eric Sturgess                 |                         |                     |
| 21 luglio  | Internazionali di Francia 1947 Parigi, Francia Singolare - Doppio                | Eustace Fannin Eric Sturgess 6-4, 4-6, 6-4, 6-3 | Tom Brown Bill Sidwell        |                         |                     |
| 22 luglio  | Western Championships 1947 Chicago, USA Singolare - Doppio                       | Gardner Larned 2-6 6-3 6-3 6-1                  | Seymour Greenberg             |                         |                     |
| 22 luglio  | Western Championships 1947 Chicago, USA Singolare - Doppio                       |                                                 |                               |                         |                     |
| 2-6 luglio | Torneo di Carnoustie 1947 Carnoustie, Gran Bretagna Singolare - Doppio           | K.L. Philip 6-4 4-6 6-2                         | C.J.D. Renny                  |                         |                     |
| 2-6 luglio | Torneo di Carnoustie 1947 Carnoustie, Gran Bretagna Singolare - Doppio           |                                                 |                               |                         |                     |
| 2-6 luglio | Canadian Championships 1947 Vancouver, Canada Singolare - Doppio                 | Jimmy Evert 2-6 6-3 5-7 6-1 6-4                 | Emery Neale                   |                         |                     |
| 2-6 luglio | Canadian Championships 1947 Vancouver, Canada Singolare - Doppio                 | Jimmy Evert Jerry Evert 6-2, 6-3, 9-7           | Harry Roche James Livingstone |                         |                     |
| 27 luglio  | South Queensland Championships 1947 Ipswich, Australia Singolare - Doppio        | Jack Arkinstall 6-4 1-6 6-3                     | Arthur Liddle                 |                         |                     |
| 27 luglio  | South Queensland Championships 1947 Ipswich, Australia Singolare - Doppio        |                                                 |                               |                         |                     |
| 27 luglio  | Seabright Invitational 1947 Seabright, USA Singolare - Doppio                    | Gardnar Mulloy walkover                         | Frank Parker                  |                         |                     |
| 27 luglio  | Seabright Invitational 1947 Seabright, USA Singolare - Doppio                    |                                                 |                               |                         |                     |

### Agosto
| Settimana | Torneo                                                                                    | Vincitore                               | Finalista               | Semifinalisti | Eliminati ai quarti |
| --------- | ----------------------------------------------------------------------------------------- | --------------------------------------- | ----------------------- | ------------- | ------------------- |
| 2 agosto  | Torneo di Bedford 1947 Bedford, Gran Bretagna Singolare - Doppio                          | Owen M. Bold 6-3 6-1                    | A. Dawes                |               |                     |
| 2 agosto  | Torneo di Bedford 1947 Bedford, Gran Bretagna Singolare - Doppio                          |                                         |                         |               |                     |
| 2 agosto  | Torneo di Bury & West Suffolk 1947 Bury & West Suffolk, Gran Bretagna Singolare - Doppio  | Ghaus Mohammed Khan 6-2 6-2             | Richard Colby           |               |                     |
| 2 agosto  | Torneo di Bury & West Suffolk 1947 Bury & West Suffolk, Gran Bretagna Singolare - Doppio  |                                         |                         |               |                     |
| 2 agosto  | Torneo di Trowbridge 1947 Trowbridge, Gran Bretagna Singolare - Doppio                    | C.A. Horton 6-2 6-2                     | R. Clanchy              |               |                     |
| 2 agosto  | Torneo di Trowbridge 1947 Trowbridge, Gran Bretagna Singolare - Doppio                    |                                         |                         |               |                     |
| 2 agosto  | Torneo di Tunbridge Wells 1947 Tunbridge Wells, Gran Bretagna Singolare - Doppio          | Bill Sidwell 6-0 6-4                    | Harry Guy Nugent Cooper |               |                     |
| 2 agosto  | Torneo di Tunbridge Wells 1947 Tunbridge Wells, Gran Bretagna Singolare - Doppio          |                                         |                         |               |                     |
| 3 agosto  | Swiss International Championships 1947 Losanna, Svizzera Singolare - Doppio               | Gianni Cucelli 6-4 4-6 7-5 6-4          | Eric Sturgess           |               |                     |
| 3 agosto  | Swiss International Championships 1947 Losanna, Svizzera Singolare - Doppio               |                                         |                         |               |                     |
| 3 agosto  | Southampton Invitation 1947 Southampton, USA Erba Singolare - Doppio                      | Pancho Segura 6-4 6-4 4-6 6-1           | Seymour Greenberg       |               |                     |
| 3 agosto  | Southampton Invitation 1947 Southampton, USA Erba Singolare - Doppio                      |                                         |                         |               |                     |
| 4 agosto  | Czechoslovakian International Championships 1947 Praga, Cecoslovacchia Singolare - Doppio | Jaroslav Drobny 6-2 6-2 6-1             | Tom Brown               |               |                     |
| 4 agosto  | Czechoslovakian International Championships 1947 Praga, Cecoslovacchia Singolare - Doppio |                                         |                         |               |                     |
| 5 agosto  | Torneo di Moseley 1947 Moseley, Gran Bretagna Singolare - Doppio                          | Constantin Tanasescu 6-1 6-4            | William J. Moss         |               |                     |
| 5 agosto  | Torneo di Moseley 1947 Moseley, Gran Bretagna Singolare - Doppio                          |                                         |                         |               |                     |
| 5 agosto  | Torneo di Wolverhampton 1947 Wolverhampton, Gran Bretagna Singolare - Doppio              | Claude F.O. Lister 4-6 7-5 9-7          | Jack A. Moore           |               |                     |
| 5 agosto  | Torneo di Wolverhampton 1947 Wolverhampton, Gran Bretagna Singolare - Doppio              |                                         |                         |               |                     |
| 7 agosto  | Torneo di Wellingborough 1947 Wellingborough, Gran Bretagna Singolare - Doppio            | Bobby Meredith 7-5 6-4                  | Jeffrey Michelmore      |               |                     |
| 7 agosto  | Torneo di Wellingborough 1947 Wellingborough, Gran Bretagna Singolare - Doppio            |                                         |                         |               |                     |
| 9 agosto  | White Mountain Pro Championships 1947 Jefferson, USA Singolare - Doppio                   | Fred Perry 7-5 1-6 6-1 6-0              | Wayne Sabin             |               |                     |
| 9 agosto  | White Mountain Pro Championships 1947 Jefferson, USA Singolare - Doppio                   |                                         |                         |               |                     |
| 9 agosto  | Hampshire Championships 1947 Bournemouth, Gran Bretagna Singolare - Doppio                | Joe P. McHale 8-6 8-6                   | R.G. Salmon             |               |                     |
| 9 agosto  | Hampshire Championships 1947 Bournemouth, Gran Bretagna Singolare - Doppio                |                                         |                         |               |                     |
| 9 agosto  | Torneo di Hull 1947 Hull, Gran Bretagna Singolare - Doppio                                | Ghaus Mohammad 6-4 8-10 6-4             | K.L. Ahmed              |               |                     |
| 9 agosto  | Torneo di Hull 1947 Hull, Gran Bretagna Singolare - Doppio                                |                                         |                         |               |                     |
| 9 agosto  | Ayrshire Championships 1947 Largs Bay, Gran Bretagna Singolare - Doppio                   | Roland Morton 6-4 6-2                   | J.C. Caddies            |               |                     |
| 9 agosto  | Ayrshire Championships 1947 Largs Bay, Gran Bretagna Singolare - Doppio                   |                                         |                         |               |                     |
| 9 agosto  | Carmarthenshire Championships 1947 Llanelly, Gran Bretagna Singolare - Doppio             | Jeff Robson 1-6 10-8 8-6                | Dilip Bose              |               |                     |
| 9 agosto  | Carmarthenshire Championships 1947 Llanelly, Gran Bretagna Singolare - Doppio             |                                         |                         |               |                     |
| 9 agosto  | Torneo di Nairn 1947 Nairn, Gran Bretagna Singolare - Doppio                              | A.R. Czynski 6-4 5-7 8-6                | S. Stewart-Clark        |               |                     |
| 9 agosto  | Torneo di Nairn 1947 Nairn, Gran Bretagna Singolare - Doppio                              |                                         |                         |               |                     |
| 9 agosto  | Torneo di Paignton 1947 Paignton, Gran Bretagna Singolare - Doppio                        | Owen M. Bold 6-1 2-6 6-1                | Geza Eros               |               |                     |
| 9 agosto  | Torneo di Paignton 1947 Paignton, Gran Bretagna Singolare - Doppio                        |                                         |                         |               |                     |
| 9 agosto  | Berkshire Championships 1947 Peppard, Gran Bretagna Singolare - Doppio                    | Headley T. Baxter 6-0 6-3               | Alexandru Hamburger     |               |                     |
| 9 agosto  | Berkshire Championships 1947 Peppard, Gran Bretagna Singolare - Doppio                    |                                         |                         |               |                     |
| 9 agosto  | Suffolk Championships 1947 Saxmundham, Gran Bretagna Singolare - Doppio                   | Gordon Stephen William Fitt 7-5 4-6 6-0 | Raymond V. Fontes       |               |                     |
| 9 agosto  | Suffolk Championships 1947 Saxmundham, Gran Bretagna Singolare - Doppio                   |                                         |                         |               |                     |
| 10 agosto | Eastern Grass Court Championships 1947 South Orange, USA Singolare - Doppio               | Frederick Schroeder 6-1 7-5 6-3         | Gardnar Mulloy          |               |                     |
| 10 agosto | Eastern Grass Court Championships 1947 South Orange, USA Singolare - Doppio               |                                         |                         |               |                     |
| 16 agosto | Torneo di Alverstoke 1947 Alverstoke, Gran Bretagna Singolare - Doppio                    | R.G. Salmon 3-6 7-5 6-1                 | W. Dermot Muspratt      |               |                     |
| 16 agosto | Torneo di Alverstoke 1947 Alverstoke, Gran Bretagna Singolare - Doppio                    |                                         |                         |               |                     |
| 16 agosto | Torneo di Bude 1947 Bude, Gran Bretagna Singolare - Doppio                                | G.G. Guntrip 4-6 6-4 6-4                | C.B. Daniels            |               |                     |
| 16 agosto | Torneo di Bude 1947 Bude, Gran Bretagna Singolare - Doppio                                |                                         |                         |               |                     |
| 16 agosto | Torneo di Burnham-on-Sea 1947 Burnham-on-Sea, Gran Bretagna Singolare - Doppio            | W.A.A. Evans 1-6 6-3 6-0                | F.R. Alford             |               |                     |
| 16 agosto | Torneo di Burnham-on-Sea 1947 Burnham-on-Sea, Gran Bretagna Singolare - Doppio            |                                         |                         |               |                     |
| 16 agosto | Derbyshire Championships 1947 Buxton, Gran Bretagna Singolare - Doppio                    | K.L. Ahmed 4-6 9-7 6-3                  | Constantin Tanacescu    |               |                     |
| 16 agosto | Derbyshire Championships 1947 Buxton, Gran Bretagna Singolare - Doppio                    |                                         |                         |               |                     |
| 16 agosto | Torneo di Cranleigh 1947 Cranleigh, Gran Bretagna Singolare - Doppio                      | Harry Guy Nugent Cooper 8-6 6-4         | Claude F.O. Lister      |               |                     |
| 16 agosto | Torneo di Cranleigh 1947 Cranleigh, Gran Bretagna Singolare - Doppio                      |                                         |                         |               |                     |
| 16 agosto | Norfolk Championships 1947 Cromer, Gran Bretagna Singolare - Doppio                       | Eric Filby 6-8 6-3 6-1                  | Gordon Fitt             |               |                     |
| 16 agosto | Norfolk Championships 1947 Cromer, Gran Bretagna Singolare - Doppio                       |                                         |                         |               |                     |
| 16 agosto | North of Scottish Championships 1947 Elgin, Gran Bretagna Singolare - Doppio              | J. Ramage 3-6 6-2 4-6 6-3 6-4           | J.Y. Drummond           |               |                     |
| 16 agosto | North of Scottish Championships 1947 Elgin, Gran Bretagna Singolare - Doppio              |                                         |                         |               |                     |
| 16 agosto | Torneo di Falmouth 1947 Falmouth, Gran Bretagna Singolare - Doppio                        | C.N.O. Ritchie 6-4 6-4                  | B.H. Sheldon            |               |                     |
| 16 agosto | Torneo di Falmouth 1947 Falmouth, Gran Bretagna Singolare - Doppio                        |                                         |                         |               |                     |
| 16 agosto | Torneo di Montrose 1947 Montrose, Gran Bretagna Singolare - Doppio                        | Owen M. Bold 6-1 6-3 6-1                | Alan D. L. Hunter       |               |                     |
| 16 agosto | Torneo di Montrose 1947 Montrose, Gran Bretagna Singolare - Doppio                        |                                         |                         |               |                     |
| 16 agosto | Torneo di Torquay 1947 Torquay, Gran Bretagna Singolare - Doppio                          | John A. Barry 2-6 6-3 6-2               | Jeff Robson             |               |                     |
| 16 agosto | Torneo di Torquay 1947 Torquay, Gran Bretagna Singolare - Doppio                          |                                         |                         |               |                     |
| 17 agosto | Manly Championships 1947 Sydney, Australia Singolare - Doppio                             | Robert R. Barnes 4-6 6-1 6-1            | F.J. Herringe           |               |                     |
| 17 agosto | Manly Championships 1947 Sydney, Australia Singolare - Doppio                             |                                         |                         |               |                     |
| 17 agosto | Northern Suburbs Championships 1947 Sydney, Australia Singolare - Doppio                  | Jack May 9-7 3-6 8-6                    | Henry Lindo             |               |                     |
| 17 agosto | Northern Suburbs Championships 1947 Sydney, Australia Singolare - Doppio                  |                                         |                         |               |                     |
| 17 agosto | Queensland Championships 1947 Brisbane, Australia Singolare - Doppio                      | Adrian Quist 6-4 6-4 6-4                | James Gilchrist         |               |                     |
| 17 agosto | Queensland Championships 1947 Brisbane, Australia Singolare - Doppio                      |                                         |                         |               |                     |
| 17 agosto | Newport Casino Trophy 1947 Newport, USA Singolare - Doppio                                | Frederick Schroeder 4-6 6-3 7-5 6-4     | Bill Talbert            |               |                     |
| 17 agosto | Newport Casino Trophy 1947 Newport, USA Singolare - Doppio                                |                                         |                         |               |                     |
| 17 agosto | British Pro Championships 1947 Eastbourne, Gran Bretagna Singolare - Doppio               | Dan Maskell 8-6 6-2 6-2                 | T.C. Jeffery            |               |                     |
| 17 agosto | British Pro Championships 1947 Eastbourne, Gran Bretagna Singolare - Doppio               | Dan Maskell T. Jeffery                  | E. Asling J.W. Pearce   |               |                     |
| 23 agosto | West Sussex Championships 1947 Bognor Regis, Gran Bretagna Singolare - Doppio             | G. Eros 6-2 6-1                         | Alexandru Hamburger     |               |                     |
| 23 agosto | West Sussex Championships 1947 Bognor Regis, Gran Bretagna Singolare - Doppio             |                                         |                         |               |                     |
| 23 agosto | Torneo di Exmouth 1947 Exmouth, Gran Bretagna Singolare - Doppio                          | F. Derrick Leyland 9-7 2-6 6-3          | John K. Drinkall        |               |                     |
| 23 agosto | Torneo di Exmouth 1947 Exmouth, Gran Bretagna Singolare - Doppio                          |                                         |                         |               |                     |
| 23 agosto | Torneo di Grantown-on-Spey 1947 Grantown-on-Spey, Gran Bretagna Singolare - Doppio        | A.H. Atkinson 5-7 7-5 6-1               | D.Craigie Pringle       |               |                     |
| 23 agosto | Torneo di Grantown-on-Spey 1947 Grantown-on-Spey, Gran Bretagna Singolare - Doppio        |                                         |                         |               |                     |
| 23 agosto | North of England Championships 1947 Scarborough, Gran Bretagna Singolare - Doppio         | Ignacy Tloczynski 7-5 6-4 2-6 6-3       | Ghaus Mohammad          |               |                     |
| 23 agosto | North of England Championships 1947 Scarborough, Gran Bretagna Singolare - Doppio         |                                         |                         |               |                     |
| 23 agosto | Scottish Hard Court Championships 1947 St Andrews, Gran Bretagna Singolare - Doppio       | Owen M. Bold 6-4 4-6 6-3                | Tadeusz Slawek          |               |                     |
| 23 agosto | Scottish Hard Court Championships 1947 St Andrews, Gran Bretagna Singolare - Doppio       |                                         |                         |               |                     |
| 23 agosto | Torneo di St Ives 1947 St Ives, Gran Bretagna Singolare - Doppio                          | G.E. Bean 7-5 8-6                       | Norman Taylor           |               |                     |
| 23 agosto | Torneo di St Ives 1947 St Ives, Gran Bretagna Singolare - Doppio                          |                                         |                         |               |                     |
| 30 agosto | Torneo di Budleigh Salterton 1947 Budleigh Salterton, Gran Bretagna Singolare - Doppio    | Norman R. Lewis 6-4 4-6 6-3             | D.D. Warwick            |               |                     |
| 30 agosto | Torneo di Budleigh Salterton 1947 Budleigh Salterton, Gran Bretagna Singolare - Doppio    |                                         |                         |               |                     |
| 30 agosto | Torneo di Carlisle 1947 Carlisle, Gran Bretagna Singolare - Doppio                        | Jeff Robson 6-1 6-2                     | John A. Barry           |               |                     |
| 30 agosto | Torneo di Carlisle 1947 Carlisle, Gran Bretagna Singolare - Doppio                        |                                         |                         |               |                     |
| 30 agosto | Torneo di New Malden 1947 New Malden, Gran Bretagna Singolare - Doppio                    | Roland E. Carter 6-4 2-6 6-3            | Ghaus Mohammed Khan     |               |                     |
| 30 agosto | Torneo di New Malden 1947 New Malden, Gran Bretagna Singolare - Doppio                    |                                         |                         |               |                     |
| 31 agosto | Turkey International Championships 1947 Ankara, Turchia Singolare - Doppio                | Vojtech Vodicka 2-6 6-2 0-6 6-3 6-4     | Fehmi Kizil             |               |                     |
| 31 agosto | Turkey International Championships 1947 Ankara, Turchia Singolare - Doppio                |                                         |                         |               |                     |
| 31 agosto | Swedish International Hard Court Championships 1947 Stoccolma, Svezia Singolare - Doppio  | Lennart Bergelin 3-6 6-3 6-0 4-6 6-1    | Mr. Ornberg             |               |                     |
| 31 agosto | Swedish International Hard Court Championships 1947 Stoccolma, Svezia Singolare - Doppio  |                                         |                         |               |                     |

### Settembre
| Settimana    | Torneo                                                                                 | Vincitore                                     | Finalista                 | Semifinalisti | Eliminati ai quarti |
| ------------ | -------------------------------------------------------------------------------------- | --------------------------------------------- | ------------------------- | ------------- | ------------------- |
| settembre    | USPLTA Fall Championships 1947 Whitestone, USA Singolare - Doppio                      | Robert Stubbs Jr 6-0 6-3                      | Elwood Cooke              |               |                     |
| settembre    | USPLTA Fall Championships 1947 Whitestone, USA Singolare - Doppio                      | Elwood Cooke Fred Houghton                    | George Seewagen H. King   |               |                     |
| 6 settembre  | Middlesex Championships 1947 Chiswick Park, Gran Bretagna Singolare - Doppio           | Ghaus Mohammad 6-2 6-2                        | Howard F. Walton          |               |                     |
| 6 settembre  | Middlesex Championships 1947 Chiswick Park, Gran Bretagna Singolare - Doppio           |                                               |                           |               |                     |
| 6 settembre  | Torneo di Lee-on-Solent 1947 Lee-on-Solent, Gran Bretagna Singolare - Doppio           | Derek M. Bull 6-3 6-2                         | Gerald D. Oakley          |               |                     |
| 6 settembre  | Torneo di Lee-on-Solent 1947 Lee-on-Solent, Gran Bretagna Singolare - Doppio           |                                               |                           |               |                     |
| 6 settembre  | Sydney Metropolitan Hard Court Championships 1947 Sydney, Australia Singolare - Doppio | Adrian Quist 6-4 4-6 6-0                      | Robert McCarthy           |               |                     |
| 6 settembre  | Sydney Metropolitan Hard Court Championships 1947 Sydney, Australia Singolare - Doppio |                                               |                           |               |                     |
| 13 settembre | Highland Championships 1947 Pitlochry, Gran Bretagna Singolare - Doppio                | D.M. Duncan 6-2 7-5                           | S.H. Allan                |               |                     |
| 13 settembre | Highland Championships 1947 Pitlochry, Gran Bretagna Singolare - Doppio                |                                               |                           |               |                     |
| 14 settembre | Istanbul International Championships 1947 Istanbul, Turchia Singolare - Doppio         | Lazaros Stalios 6-2 8-6 2-6 6-1               | Aldo Mei                  |               |                     |
| 14 settembre | Istanbul International Championships 1947 Istanbul, Turchia Singolare - Doppio         |                                               |                           |               |                     |
| 14 settembre | U.S. National Championships 1947 New York, USA Erba Singolare - Doppio                 | Jack Kramer 4-6 2-6 6-1 6-0 6-3               | Frank Parker              |               |                     |
| 14 settembre | U.S. National Championships 1947 New York, USA Erba Singolare - Doppio                 | Jack Kramer Frederick Schroeder 6-4, 7-5, 6-3 | Bill Talbert Bill Sidwell |               |                     |
| 15 settembre | New South Wales Hard Court Championships 1947 Dubbo, Australia Singolare - Doppio      | Adrian Quist 6-3 3-6 6-3                      | George Worthington        |               |                     |
| 15 settembre | New South Wales Hard Court Championships 1947 Dubbo, Australia Singolare - Doppio      |                                               |                           |               |                     |
| 16 settembre | South of England Championships 1947 Eastbourne, Gran Bretagna Singolare - Doppio       | Ignacy Tloczynski 6-2 6-3                     | Jeff Robson               |               |                     |
| 16 settembre | South of England Championships 1947 Eastbourne, Gran Bretagna Singolare - Doppio       |                                               |                           |               |                     |
| 20 settembre | Scottish Lowlands Championships 1947 Peebles, Gran Bretagna Singolare - Doppio         | Ignacy Tloczynski 6-0 4-6 6-1                 | Ghaus Mohammad            |               |                     |
| 20 settembre | Scottish Lowlands Championships 1947 Peebles, Gran Bretagna Singolare - Doppio         |                                               |                           |               |                     |
| 20 settembre | Phyllis Court Autumn Meeting 1947 Henley on Thames, Gran Bretagna Singolare - Doppio   | Howard F. Walton 6-4 1-6 6-1                  | Alexandru Hamburger       |               |                     |
| 20 settembre | Phyllis Court Autumn Meeting 1947 Henley on Thames, Gran Bretagna Singolare - Doppio   |                                               |                           |               |                     |
| 27 settembre | Torneo di West Worthing 1947 West Worthing, Gran Bretagna Singolare - Doppio           | Howard F. Walton 7-5 6-4                      | P.H. Partridge            |               |                     |
| 27 settembre | Torneo di West Worthing 1947 West Worthing, Gran Bretagna Singolare - Doppio           |                                               |                           |               |                     |
| 28 settembre | Pacific Southwest Championships 1947 Los Angeles, USA Cemento Singolare - Doppio       | Jack Kramer 10-8 6-4 6-4                      | Frederick Schroeder       |               |                     |
| 28 settembre | Pacific Southwest Championships 1947 Los Angeles, USA Cemento Singolare - Doppio       |                                               |                           |               |                     |

### Ottobre
| Settimana  | Torneo                                                                                      | Vincitore                           | Finalista               | Semifinalisti | Eliminati ai quarti |
| ---------- | ------------------------------------------------------------------------------------------- | ----------------------------------- | ----------------------- | ------------- | ------------------- |
| 5 ottobre  | Pacific Coast Championships 1947 San Francisco, USA Singolare - Doppio                      | Jack Kramer 6-2 8-6                 | Tom Brown               |               |                     |
| 5 ottobre  | Pacific Coast Championships 1947 San Francisco, USA Singolare - Doppio                      |                                     |                         |               |                     |
| 6 ottobre  | ACT Championships 1947 Canberra, Australia Singolare - Doppio                               | R. Bennett 6-3 6-3                  | Geoffrey C. Pryor       |               |                     |
| 6 ottobre  | ACT Championships 1947 Canberra, Australia Singolare - Doppio                               |                                     |                         |               |                     |
| 8 ottobre  | Sydney Metropolitan Grass Court Championships 1947 Sydney, Australia Singolare - Doppio     | Robert R. Barnes 6-2 7-5            | Jack Dart               |               |                     |
| 8 ottobre  | Sydney Metropolitan Grass Court Championships 1947 Sydney, Australia Singolare - Doppio     |                                     |                         |               |                     |
| 18 ottobre | British Covered Court Championships 1947 Londra, Gran Bretagna Singolare - Doppio           | Ivo Rinkel 3-6 7-5 7-5              | Ernest Wittman          |               |                     |
| 18 ottobre | British Covered Court Championships 1947 Londra, Gran Bretagna Singolare - Doppio           | Lennart Bergelin Torsten Johansson  | Jean Borotra Yvon Petra |               |                     |
| 19 ottobre | Pan American International Championships 1947 Città del Messico, Messico Singolare - Doppio | Jaroslav Drobny 4-6 7-9 6-3 6-4 6-3 | Pancho Segura           |               |                     |
| 19 ottobre | Pan American International Championships 1947 Città del Messico, Messico Singolare - Doppio |                                     |                         |               |                     |
| 25 ottobre | Cromer Covered Court Autumn Meeting 1947 Cromer, Gran Bretagna Singolare - Doppio           | Jack Edwin Harper 6-4 6-0           | Howard F. Walton        |               |                     |
| 25 ottobre | Cromer Covered Court Autumn Meeting 1947 Cromer, Gran Bretagna Singolare - Doppio           |                                     |                         |               |                     |

### Novembre
| Settimana   | Torneo                                                                                | Vincitore                            | Finalista      | Semifinalisti              | Eliminati ai quarti                                     |
| ----------- | ------------------------------------------------------------------------------------- | ------------------------------------ | -------------- | -------------------------- | ------------------------------------------------------- |
| Novembre    | Southern Transvaal Championships 1947 Johannesburg, Sudafrica Singolare - Doppio      | Eric Sturgess 6-2 6-1 6-4            | Eustace Fannin |                            |                                                         |
| Novembre    | Southern Transvaal Championships 1947 Johannesburg, Sudafrica Singolare - Doppio      |                                      |                |                            |                                                         |
| 6 novembre  | Brazil International Championships 1947 Rio de Janeiro, Brasile Singolare - Doppio    | Pancho Segura 6-3 0-6 7-5 6-2        | Frank Parker   |                            |                                                         |
| 6 novembre  | Brazil International Championships 1947 Rio de Janeiro, Brasile Singolare - Doppio    |                                      |                |                            |                                                         |
| 9 novembre  | Australian Hard Court Championships 1947 Toowoomba, Australia Singolare - Doppio      | Adrian Quist 6-3 6-2 6-3             | Frank Sedgman  |                            |                                                         |
| 9 novembre  | Australian Hard Court Championships 1947 Toowoomba, Australia Singolare - Doppio      |                                      |                |                            |                                                         |
| 22 novembre | Argentina International Championships 1947 Buenos Aires, Argentina Singolare - Doppio | Frank Parker 6-2 6-4 6-2             | Enrique Morea  |                            |                                                         |
| 22 novembre | Argentina International Championships 1947 Buenos Aires, Argentina Singolare - Doppio |                                      |                |                            |                                                         |
| 23 novembre | Perth Spring Tournament 1947 Perth, Australia Singolare - Doppio                      | Clive Wilderspin 6-3 6-4 6-2         | K. Holten      |                            |                                                         |
| 23 novembre | Perth Spring Tournament 1947 Perth, Australia Singolare - Doppio                      |                                      |                |                            |                                                         |
| 29 novembre | New South Wales Championships 1947 Sydney, Australia Singolare - Doppio               | Adrian Quist 6-4, 6-2, 2-6, 4-6, 6-3 | James Brink    | Bill Sidwell John Bromwich | Robert McCarthy James Gilchrist Jack Dart Frank Sedgman |
| 29 novembre | New South Wales Championships 1947 Sydney, Australia Singolare - Doppio               | John Bromwich James Brink?           |                | Bill Sidwell John Bromwich | Robert McCarthy James Gilchrist Jack Dart Frank Sedgman |

### Dicembre
| Settimana   | Torneo | Vincitore                              | Finalista    | Semifinalisti | Eliminati ai quarti |
| ----------- | --- | -------------------------------------- | ------------ | ------------- | ------------------- |
| dicembre    | Western Province Championships 1947 Città del Capo, Sudafrica Singolare - Doppio                           | Syndey Levy 13-11 10-8 6-3             | Alan Milne   |               |                     |
| dicembre    | Western Province Championships 1947 Città del Capo, Sudafrica Singolare - Doppio                           |                                        |              |               |                     |
| 1º dicembre | King of Denmark Trophy 1947 (Copenhangen Indoor, C.L.O.C. Indoor) Copenaghen, Danimarca Singolare - Doppio | Jack Edwin Harper 3-6 5-7 11-9 6-3 6-4 | Jean Borotra |               |                     |
| 1º dicembre | King of Denmark Trophy 1947 (Copenhangen Indoor, C.L.O.C. Indoor) Copenaghen, Danimarca Singolare - Doppio |                                        |              |               |                     |
| 13 dicembre | Victorian Championships 1947 Melbourne, Australia Singolare - Doppio                                       | Bill Sidwell 6-4 3-6 2-6 6-3 6-2       | Adrian Quist |               |                     |
| 13 dicembre | Victorian Championships 1947 Melbourne, Australia Singolare - Doppio                                       |                                        |              |               |                     |

## Pro tour
Nel corso dell'anno si giocarono diversi tornei che facevano parte dei pro tour: un insieme di tornei composti da pochi partecipanti: da 2, 4 o 6 giocatori in cui i migliori tennisti si sfidavano in scontri diretti in varie località. Il vincitore del tour era il tennista che aveva un vantaggio nei testa a testa con gli altri giocatori.
| Data                          | Località             | Nome del tour            | Partecipanti                               |
| ----------------------------- | -------------------- | ------------------------ | ------------------------------------------ |
| 1947                          | Stati Uniti          | US Challenge Series 1947 | 1) Bobby Riggs 11-10 2) Frank Kovacs 10-11 |
| 1947                          | Stati Uniti e Canada | North American Tour 1947 | 1) Bobby Riggs 12-6 2) Don Budge 6-12      |
| 2 dicembre 1947 - maggio 1948 | Stati Uniti e Canada | World Pro Tour 1947-1948 | 1) Jack Kramer 69-20 2) Bobby Riggs 20-69  |